# Thằn lằn bóng Sa Pa
Thằn lằn bóng Sa Pa (danh pháp: Eutropis chapaensis) là một loài thằn lằn trong họ Scincidae. Loài này được Bourret mô tả khoa học lần đầu tiên vào năm 1937. Thằn lằn bóng Sa Pa là một loài động vật đặc hữu thuộc việt nam